# أميديو أفوجادرو
أميديو أفوجادرو (9 أغسطس 1776 تورينو - 9 يوليو 1856م). عالم فيزيائي إيطالي. ولد أفوجادرو في تورين، وكان لقبه هو الكونت دي كواريجنا. عمل بجامعة تورينو.
أهم أعماله كانت في مجال النظرية الجزيئية. طرح في عام 1811م فرضيته المشهورة التي تعرف باسم قانون أفوجادرو. حيث أكد أفوجادرو أن الأحجام المتساوية من جميع الغازات إذا ما وُضعت تحت نفس الضغط والحرارة، فإنها ستحتوي على نفس العدد من الجزيئات.
وتكريماً له فقد أُطلق على عدد المكوّنات (ذرات أو جزيئات أو أيونات ...إلخ) الموجودة في مول واحد من المادة اسم عدد أفوجادرو أو ثابت أفوجادرو. وهذا العدد هو 6.02214076×1023 من المكوّنات في المول الواحد.

## وصلات خارجية
- أميديو أفوجادرو على موقع الموسوعة البريطانية (الإنجليزية)
- أميديو أفوجادرو على موقع إن إن دي بي (الإنجليزية)
- أعمال بواسطة أميديو أفوجادرو في المكتبة المفتوحة على أرشيف الإنترنت